# 小安和也
小安 和也（こやす かずや、1973年3月3日 - ）は、地方競馬の大井競馬場遠藤茂厩舎に所属していた元騎手。引退後は調馬師を経て調教師補佐となる。
騎手時代の勝負服の柄は胴白・青三本輪、袖桃。千葉県出身。

## 来歴
福永二三雄厩舎から騎手デビュー。1992年6月15日大井競馬第5競走ビックヒサで初騎乗（11頭立て5着）。
デビュー前から準重賞挑戦直前まで自厩舎所属のツキノイチバンに騎乗した。自身の初勝利は1992年7月5日の大井競馬4歳一般戦でこのツキノイチバンに騎乗して挙げたものである。
その後、小筆昌、中村健二、石田貞雄厩舎を経て遠藤茂厩舎に所属した。
2004年5月16日付けで引退することが発表された。地方競馬の通算成績は1343戦58勝・2着77回・3着101回、勝率4.3パーセント、連対率10.1パーセントであった。
騎手引退後は赤嶺本浩厩舎で調馬師をしていたが、2010年5月24日平成22年度第1回免許試験新規合格者発表で調教師補佐に合格し、6月1日付けで同職となった。現在は調教師を目指している。